# Sunteacootacoot
Sunteacootacoot (Sun-tea-coot-a-coot), jedna od neidentificiranih skupina Salishan Indijanaca što su u 19. stoljeću živjeli između rijeka Thompson i Fraser u Britanskoj Kolumbiji, Kanada. Spominje ih Ross (u Fur Hunters, i, 145, 1855).

## Vanjske poveznice
- The Fur Hunters Of The Far West